# گریگور آهارونیان
گریگور پطروسی آهارونیان (ارمنی: Գրիգոր Պետրոսի Ահարոնյան؛  زادهٔ ۷ مارس ۱۸۹۶ - درگذشته ۱۷ ژوئیهٔ ۱۹۸۰) یک مجسمه‌سازی و آموزش اهل ارمنستان بود.

## زندگی‌نامه
در ۷ مارس ۱۸۹۶ در تفلیس به دنیا آمد و از مدرسه عالی هنرهای زیبا () و آکادمی ملی هنرهای زیبا بلغارستان (۱۹۲۴) فارغ‌التحصیل شد. وی همچنین برنده چهره هنری شایسته ارمنستان شوروی شده است. انستیتو دولتی هنری و نمایشی ایروان وی در ۱۷ ژوئیهٔ ۱۹۸۰ در سن ۸۴ سالگی در ایروان درگذشت.

## نگارخانه

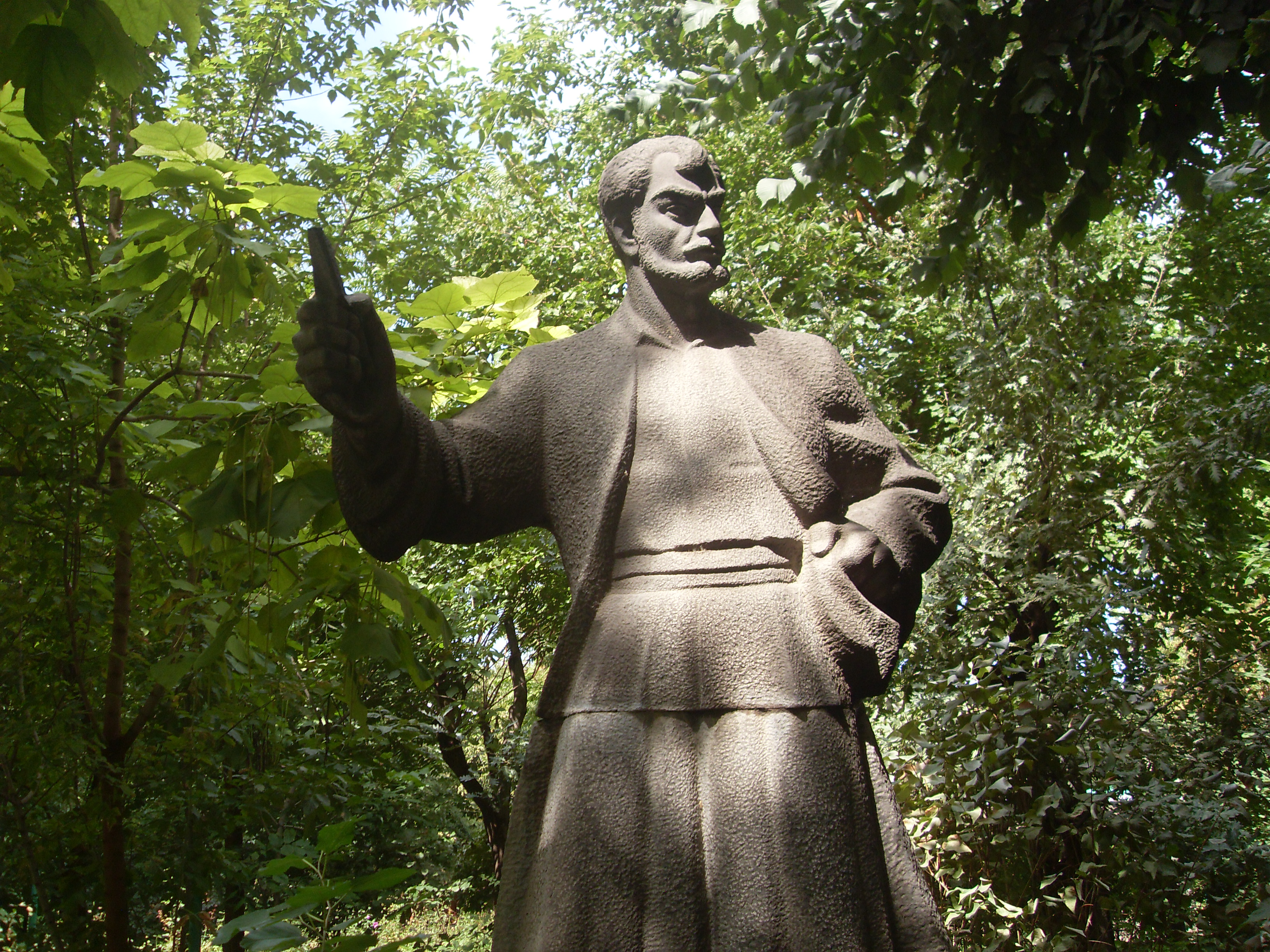
Պեպոյի արձանը Երևանում
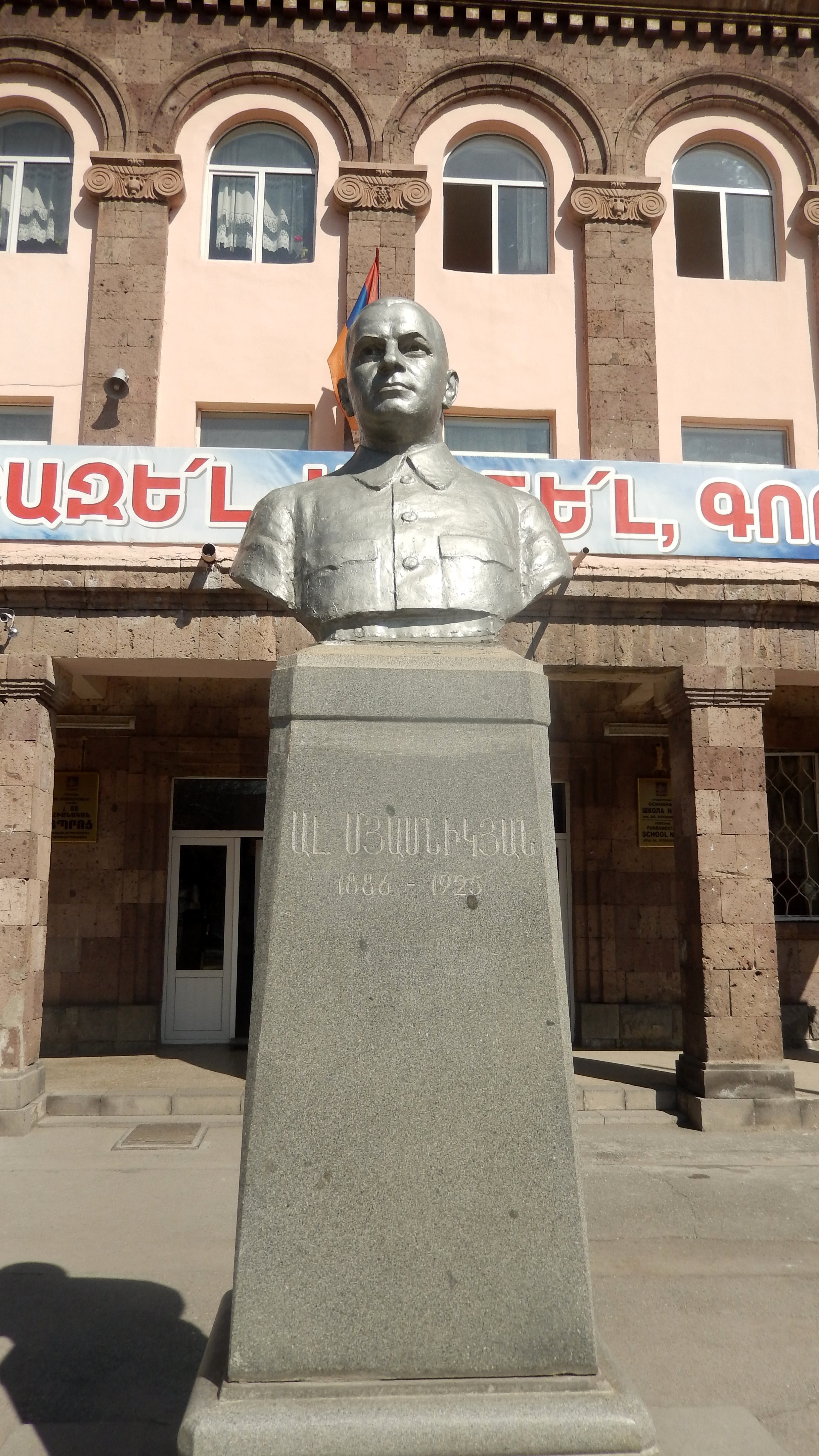
Ալեքսանդր Մյասնիկյանի կիսանդրի (Երևան)
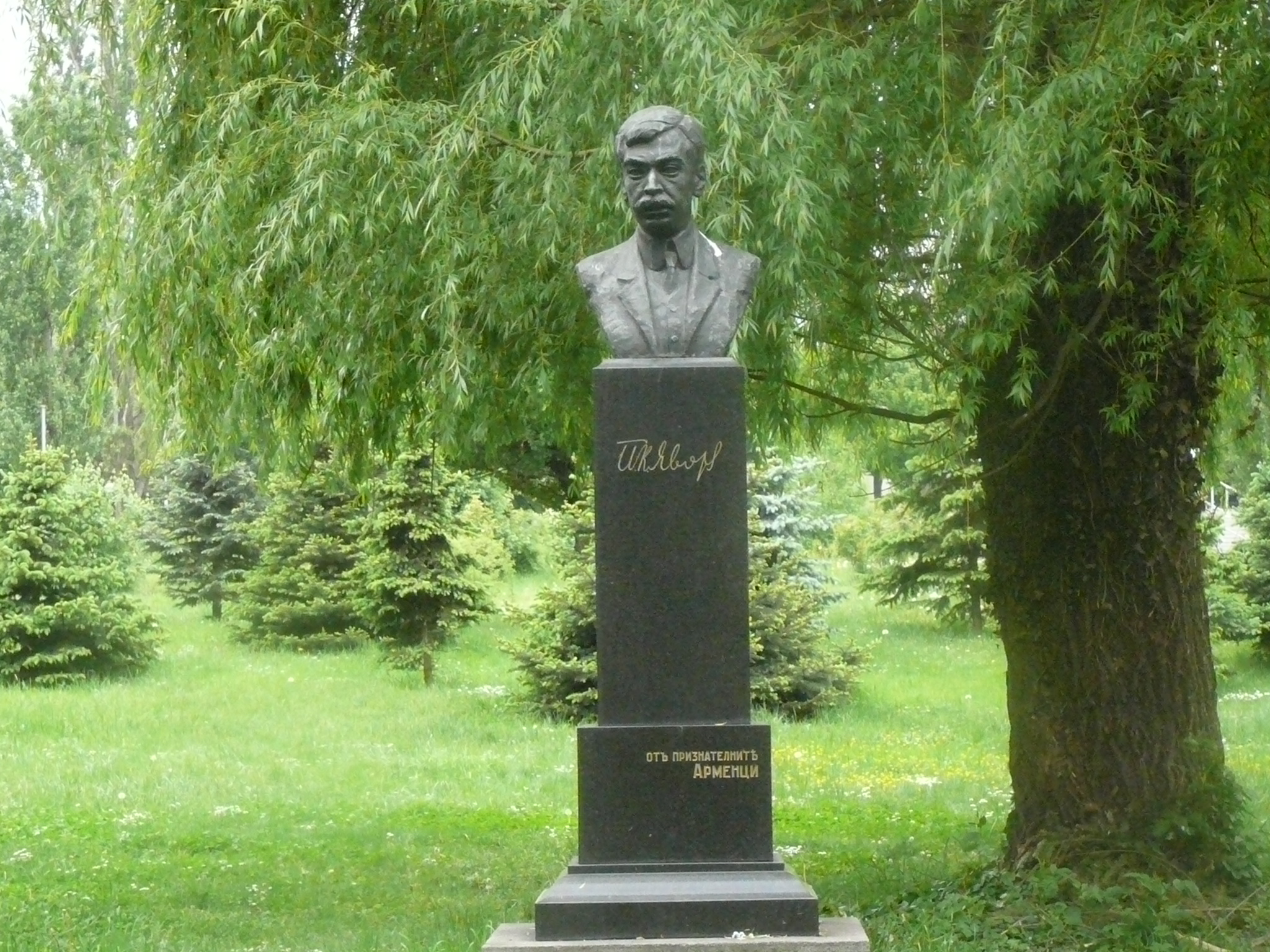
Պեյո Յավորովի հուշարձան (Սոֆիա)
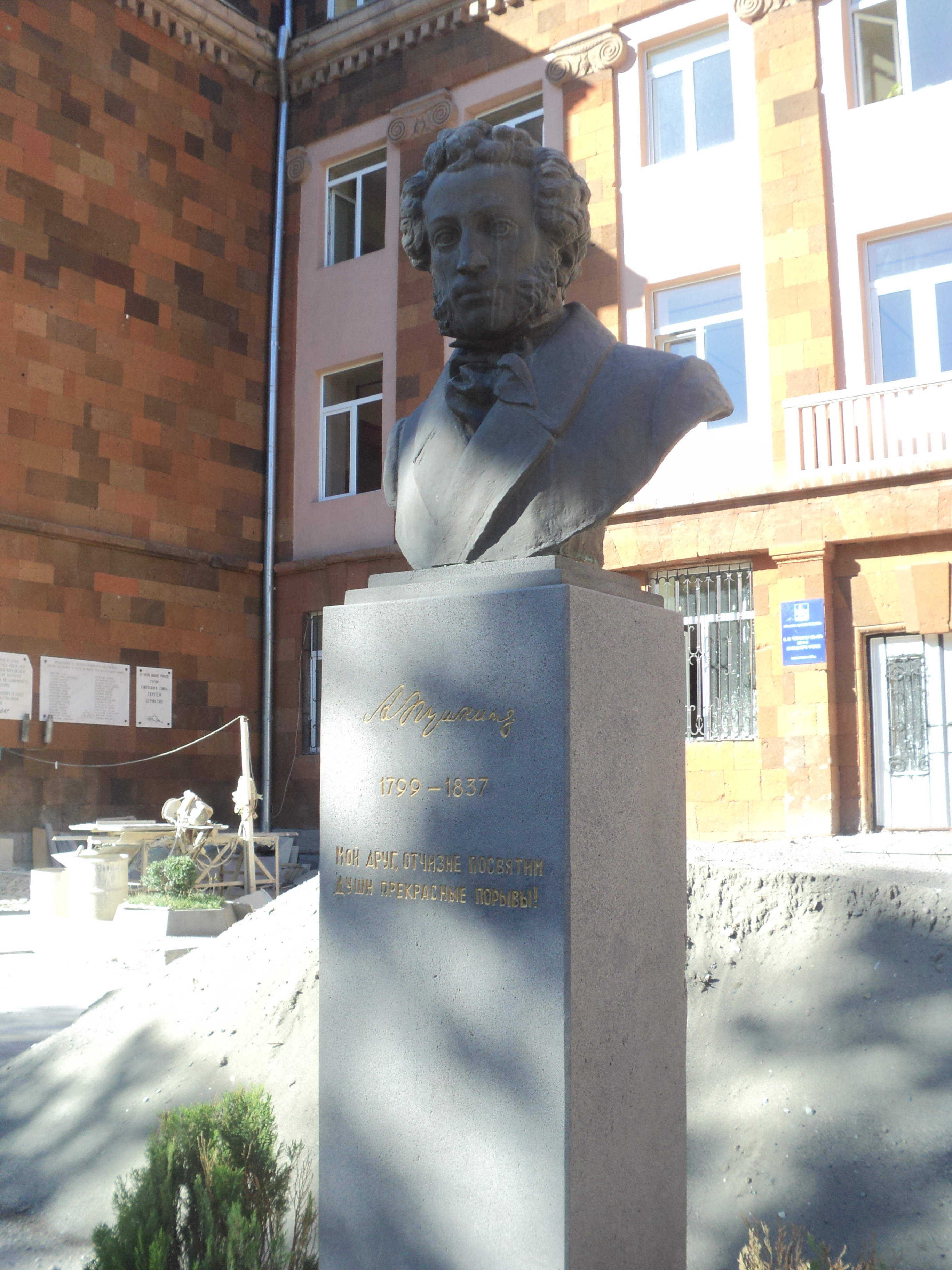
Ալեքսանդր Պուշկինի կիսանդրի (Երևան)